# Norvegia ai Giochi della XXVI Olimpiade
La Norvegia partecipò ai Giochi della XXVI Olimpiade, svoltisi ad Atlanta, Stati Uniti, dal 19 luglio al 4 agosto 1996, con una delegazione di 98 atleti impegnati in sedici discipline.

## Medaglie
| Medaglia | Nome     | Sport  | Evento           |
| -------- | -------- | ------ | ---------------- |
| Bronzo   | Norvegia | Calcio | Torneo femminile |

## Risultati

### Calcio
- Donne

| Atleta | Classifica |                     |
| --- | --- | ------------------- |
| V · D · M Nazionale norvegese femminile · Calcio ai Giochi Olimpici Estivi 1996 1 Nordby · 2 Carlsen · 3 Espeseth · 4 N. Andersen · 5 Myklebust · 6 Riise · 7 A. Andersen · 8 Støre · 9 Pettersen · 10 Medalen · 11 Sandaune · 12 Seth · 13 Svensson · 14 Haugen · 15 Tangeraas · 16 Aarønes · 17 Frustøl · 18 Thun · 19 Sternhoff · CT : Pellerud | Bronzo |                     |
| Nazionale norvegese femminile · Calcio ai Giochi Olimpici Estivi 1996 | |                     |
| 1 Nordby · 2 Carlsen · 3 Espeseth · 4 N. Andersen · 5 Myklebust · 6 Riise · 7 A. Andersen · 8 Støre · 9 Pettersen · 10 Medalen · 11 Sandaune · 12 Seth · 13 Svensson · 14 Haugen · 15 Tangeraas · 16 Aarønes · 17 Frustøl · 18 Thun · 19 Sternhoff · CT: Pellerud                                                                                  | 1 Nordby · 2 Carlsen · 3 Espeseth · 4 N. Andersen · 5 Myklebust · 6 Riise · 7 A. Andersen · 8 Støre · 9 Pettersen · 10 Medalen · 11 Sandaune · 12 Seth · 13 Svensson · 14 Haugen · 15 Tangeraas · 16 Aarønes · 17 Frustøl · 18 Thun · 19 Sternhoff · CT: Pellerud | Norvegia (bandiera) |